# 秦野市立北小学校
秦野市立北小学校（はだのしりつきたしょうがっこう）は、神奈川県秦野市菩提にある公立小学校である。

## 沿革
出典
- 1873年（明治6年）7月 - 小学輯よう館（しゅうようかん）第三支校菩提学校が開校。その三支校菩提学校には、菩提・横野・三屋・羽根の一部より通学となる。
- 1878年（明治11年）2月1日 - 砥河（とかわ）学校が新設され、この日（2月1日）を創立記念日と定める。堀山下・戸川・横野・三屋・羽根・菩提の六か村より通学。
- 1889年（明治22年） - 町村制度により、北秦野村立尋常北秦野小学校と改称。
- 1892年（明治25年）5月 - 砥河小学校の校舎を菩提北石原420番地に移し、尋常北秦野小学校が開校。
- 1896年（明治29年）7月 - 高等科を併設し、北秦野村立尋常高等小学校と改称。
- 1909年（明治42年）10月 - 菩提字南石原（現在地所）に校舎を移転し、落成する。
- 1920年（大正9年）8月 - 5教室を増設し、1教室を改築。便所が落成。
- 1923年（大正12年）9月1日 - 12時頃に発生した関東大震災により、前部校舎右半分がつぶれ、後部校舎が大破する被害が出た。
- 1925年（大正14年）12月 - 菩提字与治ヶ谷戸1893番地より鉄管水道が学校に敷設竣工する。
- 1938年（昭和13年）11月 - 初めて学校にラジオが取り付けられる。
- 1955年（昭和30年）1月1日 - 市町村合併により、秦野市立北小学校と改称。
- 1978年（昭和53年）2月1日 - 創立100周年記念日。
- 1996年（平成8年） - 自然ふれあいの広場完成。
- 1997年（平成9年）8月 - PTA父親クラブによる砂場づくり完成。
- 1998年（平成10年）
  - 2月 - 創立120周年記念築山と記念植樹。
  - 8月 - PTA父親クラブによる飼育小屋が完成。
- 1999年（平成11年） - PTA父親クラブによるアスレチック完成。
- 2004年（平成16年）
  - 5月 - 普通教室に扇風機設置。
  - 8月 - バックネット完成。
- 2006年（平成18年） - グランド整地改修。
- 2007年（平成19年） - 給食室改修、インターホン取替工事実施。
- 2010年（平成22年）2月 - デジタルテレビ設置。
- 2011年（平成23年） - PTA父親クラブによるストックハウスが完成。
- 2013年（平成25年） - 創立135周年記念として、クリアファイルと紅白まんじゅうを配布。
- 2015年（平成27年） - 普通教室にエアコン設置。
- 2017年（平成29年）8月 - ipad40台導入。
- 2021年（令和3年） - クロームブックを1人1台配置。

## 学校教育目標
- 心豊かに たくましく 確かな学力を身につけた子どもの育成。豊かな心と確かな学力をそなえ、健康でたくましい子どもの育成。

## 通学区域
出典
- 羽根
- 菩提
- 横野
- 戸川
- 三屋

## 主な進学中学校
出典
- 秦野市立北中学校

## 周辺
- 秦野市立北中学校 - 同一敷地内、かつ主な進学先中学校。
- 秦野市立北幼稚園 - 敷地が隣接、かつ進級前幼稚園。
- 新東名高速道路
  - 秦野丹沢スマートIC
- 神奈川県道705号堀山下秦野停車場線
- 社会福祉法人西湘福祉会西湘秦野保育園
- 社会福祉法人若木会山辺保育園

## アクセス
- 小田急電鉄小田原線
  - 秦野駅から、神奈川中央交通「秦50」・「秦51」の各系統で約20分、「横野入口」バス停下車後、徒歩約3分。
  - 渋沢駅から、神奈川中央交通「秦53」系統で約10分、「横野入口」バス停下車後、徒歩約3分。
- 新東名高速道路秦野丹沢スマートICより車で、
  - 下り線出口からは、約2分。
  - 上り線出口からは、約4分。
  - なお、ETC未装着車は、新秦野ICから、国道246号線（厚木秦野道路）経由で、約11分。